# Trophée européen FIRA de rugby à XV 1983-1984
Navigation
Trophée européen FIRA 1982-1983 Trophée européen FIRA 1984-1985
Le Trophée européen FIRA de rugby à XV 1983–1984 est une compétition qui réunit les nations de la FIRA–AER qui ne participent pas au Tournoi des Cinq Nations, mais en présence des équipes de France B et du Maroc.
À l'issue de la compétition, le Maroc et la Pologne sont relégués en division B et la Tunisie et l'Espagne sont promues en division A.

## Équipes participantes
Division A
- Maroc
- France A
- Italie
- Pologne
- Roumanie
- Union soviétique

| Division B1 - Pays-Bas - Portugal - Belgique - Espagne - Danemark | Division B2 - Tunisie - Tchécoslovaquie - Suède - Yougoslavie - Allemagne |

## Division A

### Classement
| Rang | Pays             | J | V | N | D | Pm | Pe | Diff | Pts |
| ---- | ---------------- | - | - | - | - | -- | -- | ---- | --- |
| 1    | France A         | 5 | 5 | 0 | 0 | 0  | 0  | 0    | 15  |
| 2    | Roumanie         | 5 | 3 | 0 | 2 | 0  | 0  | 0    | 11  |
| 3    | Italie           | 5 | 3 | 0 | 2 | 0  | 0  | 0    | 11  |
| 4    | Union soviétique | 5 | 3 | 0 | 2 | 0  | 0  | 0    | 11  |
| 5    | Pologne          | 4 | 1 | 0 | 3 | 0  | 0  | 0    | 6   |
| 6    | Maroc            | 4 | 0 | 0 | 4 | 0  | 0  | 0    | 4   |

|  | Vainqueur de la compétition (no 1).      |
|  | Relégués en division B (no 5) et (no 6). |

### Matchs joués
La rencontre entre la Pologne et l'Italie n'est pas disputée.
| 30 octobre 1983 | Roumanie | 31 – 0 (15 - 0) | Pologne | Bucarest 1,500 spectateurs Arbitre : N. Camaduro |
| 30 octobre 1983 |          |                 |         | Bucarest 1,500 spectateurs Arbitre : N. Camaduro |
| 30 octobre 1983 |          |                 |         | Bucarest 1,500 spectateurs Arbitre : N. Camaduro |

| 30 octobre 1983 | Union soviétique                   | 16 – 7 (12 - 0) | Italie                   | Kiev Arbitre : Bressy |
| 30 octobre 1983 | Essai(s) : 3 Transformation(s) : 2 |                 | Essai(s) : 1 Drop(s) : 1 | Kiev Arbitre : Bressy |
| 30 octobre 1983 |                                    |                 |                          | Kiev Arbitre : Bressy |

| 20 novembre 1983 | Roumanie | 19 – 3 (19 - 3) | Union soviétique | Bucarest 3,000 spectateurs Arbitre : J-C. Doucet |
| 20 novembre 1983 |          |                 |                  | Bucarest 3,000 spectateurs Arbitre : J-C. Doucet |
| 20 novembre 1983 |          |                 |                  | Bucarest 3,000 spectateurs Arbitre : J-C. Doucet |

| 4 décembre 1983 | France B | 26 – 15 (19 - 9) | Roumanie | Toulouse 6,801 spectateurs Arbitre : R. Quittenton |
| 4 décembre 1983 |          |                  |          | Toulouse 6,801 spectateurs Arbitre : R. Quittenton |
| 4 décembre 1983 |          |                  |          | Toulouse 6,801 spectateurs Arbitre : R. Quittenton |

| 19 février 1984 | France B                                           | 38 – 16 (12 - 3) | Italie                                             | Chalon-sur-Saône Arbitre : Trigg |
| 19 février 1984 | Essai(s) : 6 Transformation(s) : 4 Pénalité(s) : 2 |                  | Essai(s) : 2 Transformation(s) : 1 Pénalité(s) : 2 | Chalon-sur-Saône Arbitre : Trigg |
| 19 février 1984 |                                                    |                  |                                                    | Chalon-sur-Saône Arbitre : Trigg |

| 4 mars 1984 | France B | 45 – 10 | Maroc | Libourne |
| 4 mars 1984 |          |         |       | Libourne |
| 4 mars 1984 |          |         |       | Libourne |

| 18 mars 1984 | Italie                                             | 27 – 0 (9 - 0) | Maroc | Plaisance Arbitre : Matheu |
| 18 mars 1984 | Essai(s) : 3 Transformation(s) : 3 Pénalité(s) : 3 |                |       | Plaisance Arbitre : Matheu |
| 18 mars 1984 |                                                    |                |       | Plaisance Arbitre : Matheu |

| 8 avril 1984 | Roumanie | 4 – 0 | Maroc | Brăila |
| 8 avril 1984 |          |       |       | Brăila |
| 8 avril 1984 |          |       |       | Brăila |

| 22 avril 1984 | Italie                   | 12 – 6 (9 - 3) | Roumanie                    | L'Aquila Arbitre : D. Bevan |
| 22 avril 1984 | Essai(s) : 3 Drop(s) : 1 |                | Pénalité(s) : 1 Drop(s) : 1 | L'Aquila Arbitre : D. Bevan |
| 22 avril 1984 |                          |                |                             | L'Aquila Arbitre : D. Bevan |

| 29 avril 1984 | Maroc | 6 – 7 | Pologne | Rabat |
| 29 avril 1984 |       |       |         | Rabat |
| 29 avril 1984 |       |       |         | Rabat |

| 6 mai 1984 | Maroc | 9 - 23 | Union soviétique | Rabat |
| 6 mai 1984 |       |        |                  | Rabat |
| 6 mai 1984 |       |        |                  | Rabat |

| 16 mai 1984 | Pologne | 3 – 19 | France B | Varsovie |
| 16 mai 1984 |         |        |          | Varsovie |
| 16 mai 1984 |         |        |          | Varsovie |

| 20 mai 1984 | Union soviétique | 3 – 32 | France B | Moscou |
| 20 mai 1984 |                  |        |          | Moscou |
| 20 mai 1984 |                  |        |          | Moscou |

| 27 mai 1984 | Pologne | 3 – 22 | Union soviétique | Varsovie |
| 27 mai 1984 |         |        |                  | Varsovie |
| 27 mai 1984 |         |        |                  | Varsovie |

## Division B

### Poule 1

#### Classement
| Rang | Pays     | J | V | N | D | Pm | Pe | Diff | Pts |
| ---- | -------- | - | - | - | - | -- | -- | ---- | --- |
| 1    | Espagne  | 4 | 3 | 1 | 0 | 0  | 0  | 0    | 11  |
| 2    | Portugal | 4 | 3 | 1 | 0 | 0  | 0  | 0    | 11  |
| 3    | Belgique | 4 | 1 | 1 | 2 | 0  | 0  | 0    | 7   |
| 4    | Pays-Bas | 4 | 1 | 1 | 2 | 0  | 0  | 0    | 7   |
| 5    | Danemark | 4 | 0 | 0 | 4 | 0  | 0  | 0    | 4   |

|  | Qualifié pour la division A (no 1). |

#### Matchs joués
| 5 novembre 1983 | Pays-Bas | 6 - 6 | Belgique | Arnhem |
| 5 novembre 1983 |          |       |          | Arnhem |
| 5 novembre 1983 |          |       |          | Arnhem |

| 19 novembre 1983 | Pays-Bas | 28 – 3 | Danemark | Hilversum |
| 19 novembre 1983 |          |        |          | Hilversum |
| 19 novembre 1983 |          |        |          | Hilversum |

| 10 décembre 1983 | Belgique | 30 - 9 | Danemark | Bruxelles |
| 10 décembre 1983 |          |        |          | Bruxelles |
| 10 décembre 1983 |          |        |          | Bruxelles |

| 25 février 1984 | Espagne | 32 - 6 | Pays-Bas | Madrid |
| 25 février 1984 |         |        |          | Madrid |
| 25 février 1984 |         |        |          | Madrid |

| 10 mars 1984 | Portugal | 6 – 6 | Espagne | Lisbonne |
| 10 mars 1984 |          |       |         | Lisbonne |
| 10 mars 1984 |          |       |         | Lisbonne |

| 22 avril 1984 | Espagne | 12 - 3 | Belgique | Valladolid |
| 22 avril 1984 |         |        |          | Valladolid |
| 22 avril 1984 |         |        |          | Valladolid |

| 24 mars 1984 | Portugal | 21 - 3 | Pays-Bas | Coimbra |
| 24 mars 1984 |          |        |          | Coimbra |
| 24 mars 1984 |          |        |          | Coimbra |

| 5 avril 1984 | Belgique | 9 - 12 | Portugal | Bruxelles |
| 5 avril 1984 |          |        |          | Bruxelles |
| 5 avril 1984 |          |        |          | Bruxelles |

| 8 avril 1984 | Danemark | 3 - 40 | Portugal | Copenhague |
| 8 avril 1984 |          |        |          | Copenhague |
| 8 avril 1984 |          |        |          | Copenhague |

| 28 avril 1984 | Danemark | 13 - 53 | Espagne | Copenhague |
| 28 avril 1984 |          |         |         | Copenhague |
| 28 avril 1984 |          |         |         | Copenhague |

### Poule 2

#### Classement
| Rang | Pays            | J | V | N | D | Pm | Pe | Diff | Pts |
| ---- | --------------- | - | - | - | - | -- | -- | ---- | --- |
| 1    | Tunisie         | 4 | 4 | 0 | 0 | 0  | 0  | 0    | 12  |
| 2    | Tchécoslovaquie | 4 | 3 | 0 | 1 | 0  | 0  | 0    | 10  |
| 3    | Suède           | 3 | 1 | 0 | 2 | 0  | 0  | 0    | 8   |
| 4    | Allemagne       | 4 | 1 | 0 | 3 | 0  | 0  | 0    | 6   |
| 5    | Yougoslavie     | 3 | 0 | 0 | 3 | 0  | 0  | 0    | 3   |

|  | Qualifié pour la division A (no 1). |

#### Matchs joués
La rencontre entre la Suède et la Yougoslavie n'est pas disputée.
| 25 septembre 1983 | Tchécoslovaquie | 20 - 10 | Suède | Prague |
| 25 septembre 1983 |                 |         |       | Prague |
| 25 septembre 1983 |                 |         |       | Prague |

| 22 octobre 1983 | Tunisie | 25 – 6 | Suède | Monastir |
| 22 octobre 1983 |         |        |       | Monastir |
| 22 octobre 1983 |         |        |       | Monastir |

| 29 octobre 1983 | Tunisie | 23 - 9 | Allemagne | Tunis |
| 29 octobre 1983 |         |        |           | Tunis |
| 29 octobre 1983 |         |        |           | Tunis |

| 5 novembre 1983 | Yougoslavie | 16 - 20 | Tchécoslovaquie | Split |
| 5 novembre 1983 |             |         |                 | Split |
| 5 novembre 1983 |             |         |                 | Split |

| 13 novembre 1983 | Allemagne | 38 - 0 | Yougoslavie | Hanovre |
| 13 novembre 1983 |           |        |             | Hanovre |
| 13 novembre 1983 |           |        |             | Hanovre |

| 15 avril 1984 | Allemagne | 3 - 15 | Tchécoslovaquie | Heidelberg |
| 15 avril 1984 |           |        |                 | Heidelberg |
| 15 avril 1984 |           |        |                 | Heidelberg |

| 5 mai 1984 | Yougoslavie | 12 - 22 | Tunisie | Split |
| 5 mai 1984 |             |         |         | Split |
| 5 mai 1984 |             |         |         | Split |

| 5 mai 1984 | Suède | 15 - 13 | Allemagne | Norrkoping |
| 5 mai 1984 |       |         |           | Norrkoping |
| 5 mai 1984 |       |         |           | Norrkoping |

| 13 mai 1984 | Tchécoslovaquie | 10 - 20 | Tunisie | Prague |
| 13 mai 1984 |                 |         |         | Prague |
| 13 mai 1984 |                 |         |         | Prague |